# Mowag Ortsdienstwagen

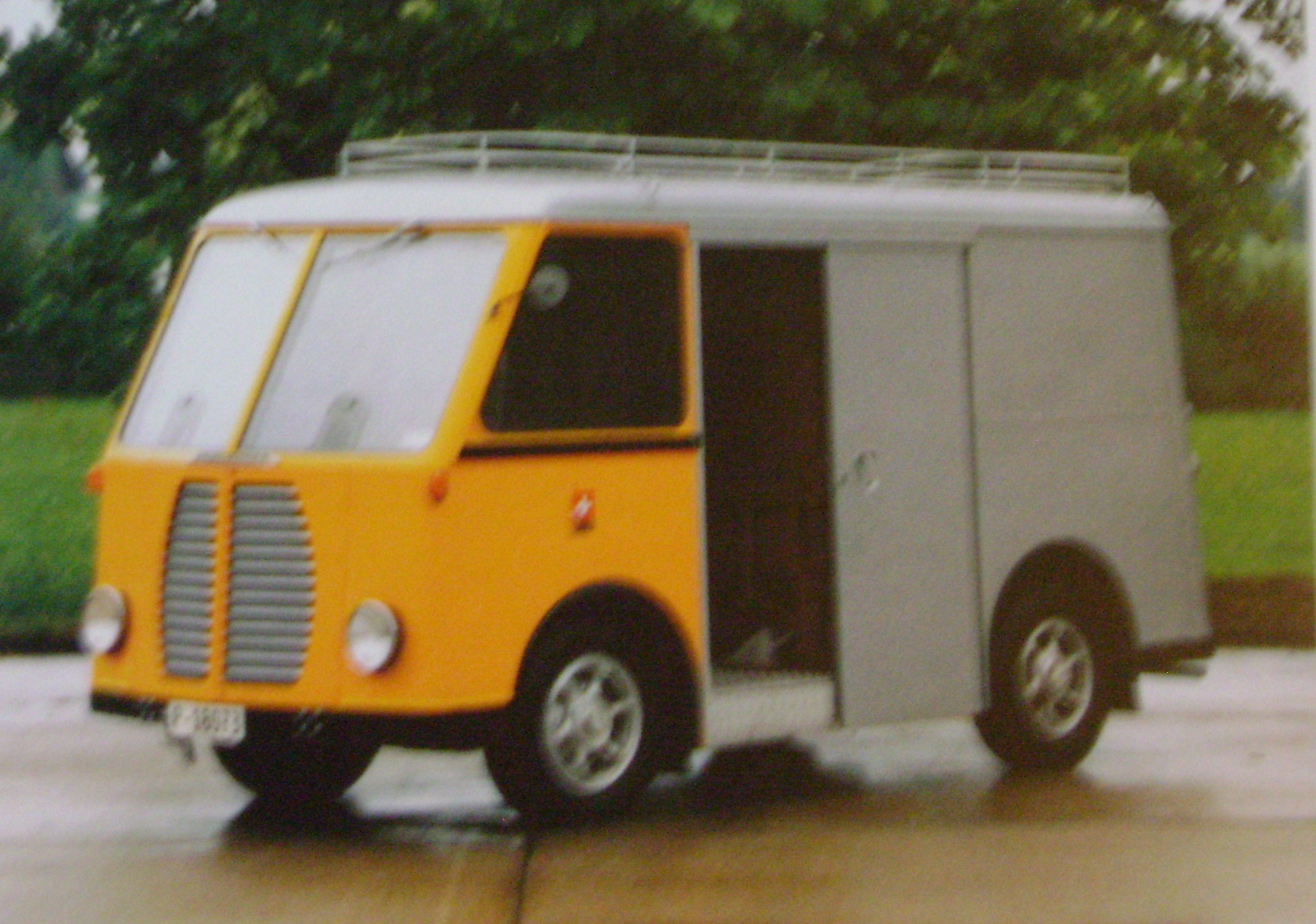
Mowag-Ortsdienstwagen der PTT

Vom Mowag Ortsdienstwagen der PTT wurden ab 1949 von dem Schweizer Unternehmen Mowag 214 Stück geliefert.
Die Fahrzeuge verfügten über eine Rechtslenkung und Platz für einen Beifahrer. Von der Führerkabine gelangte man in den Frachtraum, der zu beiden Seiten per Schiebetüren verlassen werden konnte.
Das Fahrzeug wurde äusserst wartungsfreundlich konstruiert, so dass die PTT-eigenen Fahrzeugwartungsunternehmen mit wenig Aufwand innert 3 Stunden den Motor und das Getriebe auswechseln konnten: Die Karosserie war mit konischen Zapfen geführt und mit nur vier Schrauben befestigt, so dass sie mit Hilfe von Hissösen schnell demontiert werden konnte.

## Technische Daten
- Motor: Waukesha 4-Zylinder
- Getriebe: BorgWarner 4-Gang-Getriebe
- Leistung: 11,32 PS
- Leergewicht: 2140 kg
- Geschwindigkeit: 65 km/h max
- Länge: 4578 mm
- Breite: 1770 mm
- Höhe: 2240 mm
- Höhe inklusive Dachträger: 2290 mm
- Innenhöhe: 1520 mm
- Innenbreite: 1688 mm